# Efapel/Saison 2016
Dieser Artikel listet Erfolge und Fahrer des Radsportteams Efapel in der Saison 2016 auf.

## Erfolge in der UCI Europe Tour
Bei den Rennen der UCI Europe Tour im Jahr 2016 gelangen dem Team nachstehende Erfolge.
| Datum       | Rennen                            | Kat. | Fahrer        |
| ----------- | --------------------------------- | ---- | ------------- |
| 15. Mai     | 3. Etappe Volta Cova da Beira     | 2.1  | Joni Brandão  |
| 13.–15. Mai | Gesamtwertung Volta Cova da Beira | 2.1  | Joni Brandão  |
| 28. Juli    | 1. Etappe Portugal-Rundfahrt      | 2.1  | Daniel Mestre |
| 6. August   | 9. Etappe Portugal-Rundfahrt      | 2.1  | Daniel Mestre |

## Abgänge – Zugänge
| Zugänge           | Team 2015                   | Abgänge            | Team 2016              |
| ----------------- | --------------------------- | ------------------ | ---------------------- |
| Daniel Mestre     | Clube de Ciclismo de Tavira | Óscar González     | Sporting/Tavira        |
| Henrique Casimiro | Clube de Ciclismo de Tavira | Alejandro Marque   | LA Aluminios-Antarte   |
| Alvaro Trueba     | Neoprofi                    | Domingos Goncalves | Caja Rural-Seguros RGA |
| Antonio Barbio    | Neoprofi                    | David de la Fuente | Sporting/Tavira        |
| Nuno Almeida      | Neoprofi                    | Diego Rubio        | Caja Rural-Seguros RGA |
|                   |                             | Diogo Santos       | Unbekannt              |
|                   |                             | Arkaitz Durán      | Unbekannt              |

## Mannschaft
| Name              | Geburtstag        | Nationalität |
| ----------------- | ----------------- | ------------ |
| Nuno Almeida      | 10. Oktober 1991  | Portugal     |
| Antonio Barbio    | 16. Dezember 1993 | Portugal     |
| Jóni Brandão      | 20. November 1989 | Portugal     |
| Filipe Cardoso    | 15. Mai 1984      | Portugal     |
| Henrique Casimiro | 22. April 1986    | Portugal     |
| Hélder Ferreira   | 15. Februar 1991  | Portugal     |
| Daniel Mestre     | 1. April 1986     | Portugal     |
| Rafael Silva      | 14. November 1990 | Portugal     |
| Alvaro Trueba     | 10. Januar 1993   | Spanien      |